# Loretta Lynch
Loretta Elizabeth Lynch (Greensboro (North Carolina), 21 mei 1959) is een Amerikaans juriste. Tussen 2015 en 2017 was ze minister van Justitie in het kabinet van president Obama.
Van 1999 tot 2001 was Lynch de officier van justitie van het noordelijke district in de staat New York. Ze bekleedde deze functie opnieuw van 2010 tot 2015. Lynch is afgestudeerd aan de Harvard Law School als juriste. Zij is getrouwd en heeft twee stiefkinderen.
Op 8 november 2014 werd Lynch door president Obama genomineerd als kandidaat-minister van Justitie als opvolger voor Eric Holder. Pas op 23 april 2015, na 161 dagen, bevestigde de door de Republikeinen gedomineerde Senaat de nominatie van Lynch. Lynch is de eerste Afro-Amerikaanse vrouw die dit ambt bekleedt.